# Giải vô địch bóng đá trong nhà thế giới 2012
Giải vô địch bóng đá trong nhà thế giới 2012 (2012 FIFA Futsal World Cup) là Giải vô địch bóng đá trong nhà thế giới lần thứ 7 do FIFA tổ chức. Giải đấu được tổ chức tại Thái Lan từ ngày 1 đến ngày 18 tháng 11 năm 2012. 24 đội (tăng thêm 4 đội so với lần thứ 6 ở Brasil) cùng cạnh tranh tại giải đấu này.
Brasil bảo vệ thành công danh hiệu, đồng thời giành chức vô địch lần thứ 5 sau khi đánh bại Tây Ban Nha tại trận chung kết với tỷ số 3–2 (hiệp phụ).

## Chủ nhà
Quốc gia đăng cai giải đấu:
 Thái Lan
Các quốc gia rút hồ sơ:
- Trung Quốc
- Iran
- Azerbaijan
- Cộng hòa Séc
- Sri Lanka
- Guatemala

## Biểu trưng

### Bài hát chính thức
Bài hát chính thức của giải là "Heart & Soul", được trình diễn bởi nhóm nhạc Thái Lan Slot Machine.

## Đội tham dự
Có tổng cộng 24 đội tranh tài tại Vòng chung kết của Giải vô địch bóng đá trong nhà thế giới 2012. Ngoài Thái Lan giành vé với tư cách là nước chủ nhà thì 23 đội còn lại sẽ phải tham gia vòng sơ loại tại các Giải vô địch bóng đá trong nhà cấp châu lục để giành vé tới Thái Lan.
| Liên đoàn | Giải đấu                                           | Thời gian                                  | Địa điểm      | Số suất | Đội giành vé                                                          |
| --------- | -------------------------------------------------- | ------------------------------------------ | ------------- | ------- | --------------------------------------------------------------------- |
| AFC       | Nước chủ nhà                                       | Nước chủ nhà                               | Nước chủ nhà  | 1       | Thái Lan                                                              |
| AFC       | Giải vô địch bóng đá trong nhà châu Á 2012         | 25 tháng 5 – 1 tháng 6 năm 2012            | CTVQ Ả Rập TN | 4       | Nhật Bản · Iran · Úc · Kuwait1                                        |
| CAF       | Giải vô địch bóng đá trong nhà châu Phi            | 6 tháng 4 – 24 tháng 6 năm 2012            |               | 3       | Ai Cập · Libya · Maroc1                                               |
| CONCACAF  | Giải vô địch bóng đá trong nhà CONCACAF 2012       | 2–8 tháng 7 năm 2012                       | Guatemala     | 4       | Costa Rica · Guatemala · Panama1 · México1                            |
| CONMEBOL  | Giải vô địch bóng đá trong nhà Nam Mỹ              | 15–22 tháng 4 năm 2012                     | Brasil        | 4       | Argentina · Paraguay · Brasil · Colombia1                             |
| OFC       | Giải vô địch bóng đá trong nhà châu Đại Dương 2011 | 16–20 tháng 5 năm 2011                     | Fiji          | 1       | Quần đảo Solomon                                                      |
| UEFA      | Giải vô địch bóng đá trong nhà châu Âu             | 19 tháng 10 năm 2011 – 11 tháng 4 năm 2012 |               | 7       | Ukraina · Serbia1 · Nga · Tây Ban Nha · Bồ Đào Nha · Cộng hòa Séc · Ý |
| Tổng số   | Tổng số                                            | Tổng số                                    | Tổng số       | 24      | 24                                                                    |

1.^ Đội bóng lần đầu tiên tham dự Giải vô địch bóng đá trong nhà thế giới

## Sân vận động
Các trận đấu ban đầu được dự kiến tổ chức tại bốn sân vận động. Do sự chậm trễ xây dựng và thất bại trong việc đáp ứng các yêu cầu an ninh, các trận đấu theo lịch trình tổ chức tại Bangkok Futsal Arena được dời sang Nhà thi đấu Huamark. Sau đợt kiểm tra cuối cùng vào ngày 5 tháng 11, FIFA thông báo rằng Bangkok Futsal Arena đã không đáp ứng đủ các tiêu chí. Hai trận tứ kết sẽ được tổ chức tại Sân vận động Nimibutr, trong khi Nhà thi đấu Huamark sẽ tổ chức các trận bán kết và chung kết.
| Băng Cốc            | Băng Cốc              | Nakhon Ratchasima   |
| ------------------- | --------------------- | ------------------- |
| Nhà thi đấu Huamark | Sân vận động Nimibutr | Hội trường Chatchai |
| Sức chứa: 12.000    | Sức chứa: 6.000       | Sức chứa: 5.000     |
|                     |                       |                     |

## Thành phần đội
Mỗi đội đăng ký 14 cầu thủ, bao gồm 2 thủ môn. Danh sách đội phải được công bố trước ngày 25 tháng 10 năm 2012.

## Trọng tài
Sau đây là các trọng tài có mặt tại Giải vô địch bóng đá trong nhà thế giới 2012.
| Liên đoàn | Trọng tài                  |
| --------- | -------------------------- |
| AFC       | Nurdin Bukuev              |
| AFC       | Mohamad Chami              |
| AFC       | Scott Kidson               |
| AFC       | Kim Jang-Kwan              |
| AFC       | Naoki Miyatani             |
| AFC       | Shukhrat Pulatov           |
| AFC       | Alireza Sohrabi            |
| AFC       | Zhang Youze                |
| AFC       | Kaveepol Kamawitee (dự bị) |
| CAF       | Saheed Ayeni               |
| CAF       | Said Kadara                |
| CAF       | José Katemo                |
| CAF       | Eduardo Mahumane           |
| CONCACAF  | Wenceslaos Aguilar         |
| CONCACAF  | Sergio Cabrera             |
| CONCACAF  | Alexander Cline            |
| CONCACAF  | Carlos Gonzalez            |
| CONCACAF  | Geovanny Lopez             |
| CONCACAF  | Francisco Rivera           |

| Liên đoàn | Trọng tài          |
| --------- | ------------------ |
| CONMEBOL  | Sandro Brechane    |
| CONMEBOL  | Oswaldo Gomez      |
| CONMEBOL  | Jaime Jativa       |
| CONMEBOL  | Renata Leite       |
| CONMEBOL  | Daniel Rodriguez   |
| CONMEBOL  | Héctor Rojas       |
| CONMEBOL  | Joel Ruiz          |
| CONMEBOL  | Dario Santamaria   |
| OFC       | Amitesh Behari     |
| OFC       | Rex Kamusu         |
| UEFA      | Marc Birkett       |
| UEFA      | Eduardo Fernandes  |
| UEFA      | Fernando Gutiérrez |
| UEFA      | Karel Henych       |
| UEFA      | Danijel Janosevic  |
| UEFA      | Gábor Kovács       |
| UEFA      | Pascal Lemal       |
| UEFA      | Francesco Massini  |
| UEFA      | Ivan Shabanov      |
| UEFA      | Borut Sivic        |

## Bốc thăm
Lễ bốc thăm chia bảng được tổ chức tại Băng Cốc, Thái Lan vào ngày 24 tháng 8 năm 2012.
24 đội được chia thành 6 bảng, mỗi bảng gồm 4 đội.

## Vòng bảng
Những đội đứng nhất và nhì mỗi bảng cùng 4 đội đứng thứ ba có thành tích cao nhất vào vòng 16 đội.
Giờ thi đấu tính theo giờ địa phương (UTC+7)
|  | Các đội giành quyền vào vòng 16 đội |

### Bảng A
| Đội        | Pld | W | D | L | GF | GA | GD | Pts |
| ---------- | --- | - | - | - | -- | -- | -- | --- |
| Ukraina    | 3   | 2 | 1 | 0 | 14 | 7  | +7 | 7   |
| Paraguay   | 3   | 1 | 1 | 1 | 9  | 11 | −2 | 4   |
| Thái Lan   | 3   | 1 | 0 | 2 | 8  | 9  | −1 | 3   |
| Costa Rica | 3   | 1 | 0 | 2 | 8  | 12 | −4 | 3   |

| Ukraina                          | 3–3         | Paraguay           |
| -------------------------------- | ----------- | ------------------ |
| Pavlenko 10', 40' · Shoturma 35' | Tường thuật | Ayala 9', 30', 37' |

| Thái Lan                                  | 3–1         | Costa Rica |
| ----------------------------------------- | ----------- | ---------- |
| Kiatiyot 18' · Suphawut 29' · Jirawat 38' | Tường thuật | Zúñiga 37' |

| Paraguay                                      | 3–6         | Costa Rica                                              |
| --------------------------------------------- | ----------- | ------------------------------------------------------- |
| Toruño 2' (l.n.) · Alcaraz 11' · Villalba 37' | Tường thuật | Zúñiga 22' · Navarrete 25', 28' · Cubillo 27', 31', 40' |

| Thái Lan                                  | 3–5         | Ukraina                                                           |
| ----------------------------------------- | ----------- | ----------------------------------------------------------------- |
| Kritsada 24' · Suphawut 35' · Jirawat 39' | Tường thuật | Ovsiannikov 4' · Chepornyuk 7' · Rogachov 13', 20' · Pavlenko 20' |

| Costa Rica  | 1–6         | Ukraina                                                              |
| ----------- | ----------- | -------------------------------------------------------------------- |
| Cubillo 24' | Tường thuật | Rogachov 7', 16' · Ovsyannikov 17' · Sorokin 23', 32' · Pavlenko 29' |

| Paraguay                              | 3–2         | Thái Lan                   |
| ------------------------------------- | ----------- | -------------------------- |
| A. Salas 4' · Ayala 7' · J. Salas 10' | Tường thuật | Suphawut 11' · Jetsada 25' |

### Bảng B
| Đội         | Pld | W | D | L | GF | GA | GD  | Pts |
| ----------- | --- | - | - | - | -- | -- | --- | --- |
| Tây Ban Nha | 3   | 2 | 1 | 0 | 15 | 6  | +9  | 7   |
| Iran        | 3   | 2 | 1 | 0 | 8  | 6  | +2  | 7   |
| Panama      | 3   | 1 | 0 | 2 | 14 | 15 | −1  | 3   |
| Maroc       | 3   | 0 | 0 | 3 | 5  | 15 | −10 | 0   |

| Panama                                                                              | 8–3         | Maroc                               |
| ----------------------------------------------------------------------------------- | ----------- | ----------------------------------- |
| Pérez 20' · Lasso 22', 31' · Mena 23', 32' · Gálvez 25' · Hinks 34' · Goodridge 39' | Tường thuật | Jabrane 7' · Derrou 12' · Habil 16' |

| Tây Ban Nha               | 2–2         | Iran                          |
| ------------------------- | ----------- | ----------------------------- |
| Miguelín 28' · Lozano 31' | Tường thuật | Daneshvar 5' · H. Tayyebi 16' |

| Maroc         | 1–2         | Iran                                 |
| ------------- | ----------- | ------------------------------------ |
| El-Mazray 20' | Tường thuật | Hassanzadeh 20' (ph.đ.) · Kazemi 33' |

| Tây Ban Nha                                                                              | 8–3         | Panama                          |
| ---------------------------------------------------------------------------------------- | ----------- | ------------------------------- |
| Kike 2' · Lin 8' · Borja 11', 22' · Aicardo 14', 20' · Alemao 27' (ph.đ.) · Miguelín 30' | Tường thuật | De Leon 17', 33' · Alvarado 30' |

| Iran                                          | 4–3         | Panama                                          |
| --------------------------------------------- | ----------- | ----------------------------------------------- |
| Esmaeilpour 3' · Kazemi 14' · Taheri 19', 38' | Tường thuật | Goodridge 6' · Pérez 35' (ph.đ.) · Alvarado 40' |

| Maroc      | 1–5         | Tây Ban Nha                                              |
| ---------- | ----------- | -------------------------------------------------------- |
| Talibi 22' | Tường thuật | Lozano 10', 12' · Borja 19' · Fernandão 33' · Álvaro 34' |

### Bảng C
| Đội        | Pld | W | D | L | GF | GA | GD  | Pts |
| ---------- | --- | - | - | - | -- | -- | --- | --- |
| Brasil     | 3   | 3 | 0 | 0 | 20 | 2  | +18 | 9   |
| Bồ Đào Nha | 3   | 1 | 1 | 1 | 11 | 9  | +2  | 4   |
| Nhật Bản   | 3   | 1 | 1 | 1 | 10 | 11 | −1  | 4   |
| Libya      | 3   | 0 | 0 | 3 | 3  | 22 | −19 | 0   |

| Libya       | 1–5         | Bồ Đào Nha                                         |
| ----------- | ----------- | -------------------------------------------------- |
| A. Fathe 6' | Tường thuật | Cardinal 2', 16', 18' · Nandinho 27' · Marinho 29' |

| Brasil                                   | 4–1         | Nhật Bản  |
| ---------------------------------------- | ----------- | --------- |
| Wilde 14', 23' · Neto 21' · Vinicius 25' | Tường thuật | Inaba 28' |

| Bồ Đào Nha                                       | 5–5         | Nhật Bản                                                |
| ------------------------------------------------ | ----------- | ------------------------------------------------------- |
| Matos 1' · Ricardinho 2', 18' · Cardinal 9', 12' | Tường thuật | Morioka 11', 33' · Hoshi 19' · Kitahara 32' · Henmi 36' |

| Brasil | 13–0        | Libya |
| --- | ----------- | ----- |
| Gabriel 7' · Rodrigo 8', 10' · Neto 15' · Fernandinho 17', 31', 33', 34' · Vinicius 25' · Jé 31', 34', 38' · Rafael 39' | Tường thuật |       |

| Nhật Bản                               | 4–2         | Libya                   |
| -------------------------------------- | ----------- | ----------------------- |
| Inaba 18', 26' · Hoshi 25' · Osodo 32' | Tường thuật | Rahoma 18', 38' (ph.đ.) |

| Bồ Đào Nha   | 1–3         | Brasil                                |
| ------------ | ----------- | ------------------------------------- |
| Cardinal 14' | Tường thuật | Simi 12' · Fernandinho 29' · Neto 40' |

### Bảng D
| Đội       | Pld | W | D | L | GF | GA | GD  | Pts |
| --------- | --- | - | - | - | -- | -- | --- | --- |
| Ý         | 3   | 3 | 0 | 0 | 17 | 5  | +12 | 9   |
| Argentina | 3   | 2 | 0 | 1 | 14 | 5  | +9  | 6   |
| Úc        | 3   | 1 | 0 | 2 | 5  | 17 | −12 | 3   |
| México    | 3   | 0 | 0 | 3 | 4  | 13 | −9  | 0   |

| Ý | 9–1         | Úc           |
| --- | ----------- | ------------ |
| Fortino 14' · Assis 15', 23' · Lima 17' · Forte 19' · Romano 20' · Honorio 26' · Mentasti 28' · Merlim 30' | Tường thuật | Ngaluafe 33' |

| Argentina                                            | 5–1         | México        |
| ---------------------------------------------------- | ----------- | ------------- |
| Basile 5' · Rescia 14' · Amas 26' · Borruto 29', 31' | Tường thuật | Rodríguez 37' |

| Úc                                       | 3–1         | México    |
| ---------------------------------------- | ----------- | --------- |
| Seeto 27' · Cimitile 27' · Giovenali 36' | Tường thuật | Quiroz 7' |

| Argentina                 | 2–3         | Ý                                  |
| ------------------------- | ----------- | ---------------------------------- |
| Rescia 3' · Cuzzolino 40' | Tường thuật | Lima 13' · Fortino 19' · Assis 38' |

| México         | 2–5         | Ý                                                    |
| -------------- | ----------- | ---------------------------------------------------- |
| Plata 23', 33' | Tường thuật | Ercolessi 18', 24' · Fortino 26', 35' · Leggiero 36' |

| Úc       | 1–7         | Argentina                                                                           |
| -------- | ----------- | ----------------------------------------------------------------------------------- |
| Seeto 6' | Tường thuật | Borruto 1', 39' · Cuzzolino 7' · Luciux 15' · Vaporaki 22' · Garcías 28' · Amas 37' |

### Bảng E
| Đội          | Pld | W | D | L | GF | GA | GD | Pts |
| ------------ | --- | - | - | - | -- | -- | -- | --- |
| Serbia       | 3   | 2 | 1 | 0 | 12 | 5  | +7 | 7   |
| Cộng hòa Séc | 3   | 1 | 1 | 1 | 7  | 11 | −4 | 4   |
| Ai Cập       | 3   | 1 | 0 | 2 | 11 | 9  | +2 | 3   |
| Kuwait       | 3   | 1 | 0 | 2 | 8  | 13 | −5 | 3   |

| Cộng hòa Séc                          | 3 – 2       | Kuwait                        |
| ------------------------------------- | ----------- | ----------------------------- |
| Kopecký 5' · Belej 23' · Koudelka 35' | Tường thuật | Al-Awadhi 38' · Al-Taweel 40' |

| Ai Cập      | 1 – 3       | Serbia                                       |
| ----------- | ----------- | -------------------------------------------- |
| Mohamed 40' | Tường thuật | Bojović 23' · Janjić 37' (ph.đ.) · Kocić 39' |

| Kuwait            | 2 – 7       | Serbia                                                                      |
| ----------------- | ----------- | --------------------------------------------------------------------------- |
| Al-Farsi 22', 37' | Tường thuật | Kocić 7', 18' · Lazić 20', 25' · Rajčević 28' · Bojović 32' · Pavićević 39' |

| Ai Cập                                                                 | 7 – 2       | Cộng hòa Séc              |
| ---------------------------------------------------------------------- | ----------- | ------------------------- |
| Samasry 11', 31', 37' · Bougy 19' · Mohamed 22' · Nader 34' · Mizo 38' | Tường thuật | Slovacek 5' · Rešetár 26' |

| Serbia                 | 2 – 2       | Cộng hòa Séc            |
| ---------------------- | ----------- | ----------------------- |
| Kocić 6' · Bojović 36' | Tường thuật | Seidler 33' · Belej 36' |

| Kuwait                                          | 4 – 3       | Ai Cập                       |
| ----------------------------------------------- | ----------- | ---------------------------- |
| Al-Farsi 3' · Al-Mutairi 6', 7' · Al-Taweel 20' | Tường thuật | Bougy 15' · Mohamed 37', 39' |

### Bảng F
| Đội              | Pld | W | D | L | GF | GA | GD  | Pts |
| ---------------- | --- | - | - | - | -- | -- | --- | --- |
| Nga              | 3   | 3 | 0 | 0 | 27 | 0  | +27 | 9   |
| Colombia         | 3   | 1 | 0 | 2 | 13 | 10 | +3  | 3   |
| Guatemala        | 3   | 1 | 0 | 2 | 8  | 15 | −7  | 3   |
| Quần đảo Solomon | 3   | 1 | 0 | 2 | 7  | 30 | −23 | 3   |

| Guatemala                                                             | 5 – 2       | Colombia             |
| --------------------------------------------------------------------- | ----------- | -------------------- |
| González 13' · Escobar 29' · Aguilar 31' · Acevedo 32' · Enríquez 40' | Tường thuật | Serna 7' · Reyes 19' |

| Nga | 16–0        | Quần đảo Solomon |
| --- | ----------- | ---------------- |
| Cirilo 3' · Pula 3' · Lima 5', 11', 18', 20', 20', 34', 40' · Prudnikov 19' · Sergeev 22', 30' · Robinho 25' · Suchilin 27' · Fukin 28', 36' | Tường thuật |                  |

| Colombia | 11 – 3      | Quần đảo Solomon                                |
| --- | ----------- | ----------------------------------------------- |
| Toro 7', 20', 38' · Quiroz 8' · Reyes 22', 33' · Duque 30' · Abril 35' · Caro 40' · Fonnegra 40' · Prado 40' | Tường thuật | Ragomo 14' (ph.đ.) · Osifelo 15' · Leaalafa 20' |

| Nga                                                                                               | 9 – 0       | Guatemala |
| ------------------------------------------------------------------------------------------------- | ----------- | --------- |
| Sergeev 1', 15', 16' · Shayakhmetov 3' · Cirilo 8' · Prudnikov 12', 35' · Lima 27' · Suchilin 35' | Tường thuật |           |

| Quần đảo Solomon                                   | 4 – 3       | Guatemala                               |
| -------------------------------------------------- | ----------- | --------------------------------------- |
| Stevenson 15' · Bule 17' · Leaalafa 28' · Talo 36' | Tường thuật | De León 9' · Aguilar 22' · Enríquez 40' |

| Colombia | 0 – 2       | Nga                     |
| -------- | ----------- | ----------------------- |
|          | Tường thuật | Cirilo 4' · Robinho 24' |

### Các đội đứng hạng ba
| Bảng | Đội       | Pld | W | D | L | GF | GA | GD  | Pts |
| ---- | --------- | --- | - | - | - | -- | -- | --- | --- |
| C    | Nhật Bản  | 3   | 1 | 1 | 1 | 10 | 11 | −1  | 4   |
| E    | Ai Cập    | 3   | 1 | 0 | 2 | 11 | 9  | +2  | 3   |
| B    | Panama    | 3   | 1 | 0 | 2 | 14 | 15 | −1  | 3   |
| A    | Thái Lan  | 3   | 1 | 0 | 2 | 8  | 9  | −1  | 3   |
| F    | Guatemala | 3   | 1 | 0 | 2 | 8  | 15 | −7  | 3   |
| D    | Úc        | 3   | 1 | 0 | 2 | 5  | 17 | −12 | 3   |

## Vòng loại trực tiếp
|  | Round of 16                   | Round of 16                   |                               |    | Tứ kết        | Tứ kết        |                               |                               | Bán kết | Bán kết |  |  | Chung kết | Chung kết |
|  |                               |                               |                               |    |               |               |                               |                               |         |         |  |  |           |           |
|  | 11 tháng 11, – Băng Cốc (HMI) |                               |                               |    |               |               |                               |                               |         |         |  |  |           |           |
|  |                               |                               |                               |    |               |               |                               |                               |         |         |  |  |           |           |
|  | Paraguay                      | 1                             |                               |    |               |               |                               |                               |         |         |  |  |           |           |
|  | Paraguay                      | 1                             | 14 tháng 11, – Bangkok (NI)   |    |               |               |                               |                               |         |         |  |  |           |           |
|  | Bồ Đào Nha                    | 4                             |                               |    |               |               |                               |                               |         |         |  |  |           |           |
|  | Bồ Đào Nha                    | 4                             | Bồ Đào Nha                    | 3  |               |               |                               |                               |         |         |  |  |           |           |
|  | 12 tháng 11, – N. Ratchasima  |                               | Bồ Đào Nha                    | 3  |               |               |                               |                               |         |         |  |  |           |           |
|  |                               | Ý (h.p)                       | 4                             |    |               |               |                               |                               |         |         |  |  |           |           |
|  | Ý                             | Ý (h.p)                       | 4                             | 5  |               |               |                               |                               |         |         |  |  |           |           |
|  | Ý                             |                               | 16 tháng 11, – Băng Cốc (HMI) | 5  |               |               |                               |                               |         |         |  |  |           |           |
|  | Ai Cập                        | 1                             |                               |    |               |               |                               |                               |         |         |  |  |           |           |
|  | Ai Cập                        | 1                             | Ý                             | 1  |               |               |                               |                               |         |         |  |  |           |           |
|  | 11 tháng 11, – Bangkok (NI)   |                               | Ý                             | 1  |               |               |                               |                               |         |         |  |  |           |           |
|  |                               | Tây Ban Nha                   | 4                             |    |               |               |                               |                               |         |         |  |  |           |           |
|  | Tây Ban Nha                   | Tây Ban Nha                   | 4                             | 7  |               |               |                               |                               |         |         |  |  |           |           |
|  | Tây Ban Nha                   | 14 tháng 11, – Bangkok (NI)   |                               | 7  |               |               |                               |                               |         |         |  |  |           |           |
|  | Thái Lan                      | 1                             |                               |    |               |               |                               |                               |         |         |  |  |           |           |
|  | Thái Lan                      | 1                             | Tây Ban Nha                   | 3  |               |               |                               |                               |         |         |  |  |           |           |
|  | 12 tháng 11, – Băng Cốc (HMI) |                               | Tây Ban Nha                   | 3  |               |               |                               |                               |         |         |  |  |           |           |
|  |                               | Nga                           | 2                             |    |               |               |                               |                               |         |         |  |  |           |           |
|  | Nga                           | Nga                           | 2                             | 3  |               |               |                               |                               |         |         |  |  |           |           |
|  | Nga                           |                               | 18 tháng 11, – Băng Cốc (HMI) | 3  |               |               |                               |                               |         |         |  |  |           |           |
|  | Cộng hòa Séc                  | 0                             |                               |    |               |               |                               |                               |         |         |  |  |           |           |
|  | Cộng hòa Séc                  | 0                             | Tây Ban Nha                   | 2  |               |               |                               |                               |         |         |  |  |           |           |
|  | 12 tháng 11, – Băng Cốc (HMI) |                               | Tây Ban Nha                   | 2  |               |               |                               |                               |         |         |  |  |           |           |
|  |                               | Brasil (h.p)                  | 3                             |    |               |               |                               |                               |         |         |  |  |           |           |
|  | Serbia                        | Brasil (h.p)                  | 3                             | 1  |               |               |                               |                               |         |         |  |  |           |           |
|  | Serbia                        | 14 tháng 11, – Băng Cốc (HMI) |                               | 1  |               |               |                               |                               |         |         |  |  |           |           |
|  | Argentina                     | 2                             |                               |    |               |               |                               |                               |         |         |  |  |           |           |
|  | Argentina                     | 2                             | Argentina                     | 2  |               |               |                               |                               |         |         |  |  |           |           |
|  | 12 tháng 11, – N. Ratchasima  |                               | Argentina                     | 2  |               |               |                               |                               |         |         |  |  |           |           |
|  |                               | Brasil (h.p)                  | 3                             |    |               |               |                               |                               |         |         |  |  |           |           |
|  | Brasil                        | Brasil (h.p)                  | 3                             | 16 |               |               |                               |                               |         |         |  |  |           |           |
|  | Brasil                        |                               | 16 tháng 11, – Băng Cốc (HMI) | 16 |               |               |                               |                               |         |         |  |  |           |           |
|  | Panama                        | 0                             |                               |    |               |               |                               |                               |         |         |  |  |           |           |
|  | Panama                        | 0                             | Brasil                        | 3  |               |               |                               |                               |         |         |  |  |           |           |
|  | 11 tháng 11, – Bangkok (NI)   |                               | Brasil                        | 3  |               |               |                               |                               |         |         |  |  |           |           |
|  |                               | Colombia                      | 1                             |    | Tranh hạng ba | Tranh hạng ba |                               |                               |         |         |  |  |           |           |
|  | Iran                          | Colombia                      | 1                             | 1  | Tranh hạng ba | Tranh hạng ba |                               |                               |         |         |  |  |           |           |
|  | Iran                          | 14 tháng 11, – Băng Cốc (HMI) | 14 tháng 11, – Băng Cốc (HMI) | 1  |               |               | 18 tháng 11, – Băng Cốc (HMI) | 18 tháng 11, – Băng Cốc (HMI) |         |         |  |  |           |           |
|  | Colombia                      | 14 tháng 11, – Băng Cốc (HMI) | 14 tháng 11, – Băng Cốc (HMI) | 2  |               |               | 18 tháng 11, – Băng Cốc (HMI) | 18 tháng 11, – Băng Cốc (HMI) |         |         |  |  |           |           |
|  | Colombia                      | Colombia                      | 3                             | 2  | Ý             | 3             |                               |                               |         |         |  |  |           |           |
|  | 11 tháng 11, – Băng Cốc (HMI) | Colombia                      | 3                             |    | Ý             | 3             |                               |                               |         |         |  |  |           |           |
|  |                               | Ukraina                       | 1                             |    | Colombia      | 0             |                               |                               |         |         |  |  |           |           |
|  | Ukraina                       | Ukraina                       | 1                             | 6  | Colombia      | 0             |                               |                               |         |         |  |  |           |           |
|  | Ukraina                       |                               |                               | 6  |               |               |                               |                               |         |         |  |  |           |           |
|  | Nhật Bản                      | 3                             |                               |    |               |               |                               |                               |         |         |  |  |           |           |
|  | Nhật Bản                      | 3                             |                               |    |               |               |                               |                               |         |         |  |  |           |           |

### Vòng 16 đội
| Paraguay     | 1 – 4       | Bồ Đào Nha                                     |
| ------------ | ----------- | ---------------------------------------------- |
| J. Salas 36' | Tường thuật | Cardinal 12' · Matos 20' · Ricardinho 39', 40' |

| Ukraina                                                                           | 6 – 3       | Nhật Bản                        |
| --------------------------------------------------------------------------------- | ----------- | ------------------------------- |
| Chepornyuk 3' · Fedorchenko 5' · Zhurba 10' · Rogachov 13' · Ovsyannikov 16', 16' | Tường thuật | Morioka 30', 31' · Kitahara 32' |

| Tây Ban Nha                                                                 | 7 – 1       | Thái Lan     |
| --------------------------------------------------------------------------- | ----------- | ------------ |
| Torras 10', 17' · Fernandão 25', 28' · Aicardo 30' · Ortiz 34' · Álvaro 38' | Tường thuật | Kritsada 39' |

| Iran        | 1 – 2       | Colombia             |
| ----------- | ----------- | -------------------- |
| Rahnama 35' | Tường thuật | Duque 30' · Caro 34' |

| Ý                                                 | 5 – 1       | Ai Cập         |
| ------------------------------------------------- | ----------- | -------------- |
| Assis 4', 11', 31' · dos Santos 20' · Fortino 33' | Tường thuật | Abou Serie 11' |

| Brasil | 16 – 0      | Panama |
| --- | ----------- | ------ |
| Fernandinho 4', 38' · Jé 6', 19', 35' · Rodrigo 7', 33' · Ari 8', 10', 39' · Simi 12' · Neto 13' · Vinícius 23' · Rafael 30', 34' · Falcão 37' | Tường thuật |        |

| Nga                             | 3 – 0       | Cộng hòa Séc |
| ------------------------------- | ----------- | ------------ |
| Lima 7' · Pula 10' · Cirilo 29' | Tường thuật |              |

| Serbia       | 1 – 2       | Argentina                  |
| ------------ | ----------- | -------------------------- |
| Rajčević 37' | Tường thuật | Cuzzolino 11' · Rescia 17' |

### Tứ kết
| Argentina                | 2 – 3 (s.h.p.) | Brasil                     |
| ------------------------ | -------------- | -------------------------- |
| Rescia 17' · Borruto 18' | Tường thuật    | Neto 33' · Falcão 35', 45' |

| Colombia                         | 3 – 1       | Ukraina         |
| -------------------------------- | ----------- | --------------- |
| Reyes 23' · Caro 40' · Abril 40' | Tường thuật | Ovsyannikov 40' |

| Bồ Đào Nha              | 3 – 4 (s.h.p.) | Ý                                                        |
| ----------------------- | -------------- | -------------------------------------------------------- |
| Ricardinho 2', 11', 12' | Tường thuật    | Assis 22' (ph.đ.) · Lima 38' · Fortino 40' · Honorio 42' |

| Tây Ban Nha                           | 3 – 2       | Nga                           |
| ------------------------------------- | ----------- | ----------------------------- |
| Ortiz 4' · Fernandão 13' · Lozano 19' | Tường thuật | Cirilo 2' · Alemao 34' (l.n.) |

### Bán kết
| Ý          | 1 – 4       | Tây Ban Nha                                         |
| ---------- | ----------- | --------------------------------------------------- |
| Merlim 30' | Tường thuật | Assis 9' (o.g.) · Alemao 30' · Lozano 34' · Lin 38' |

| Brasil                             | 3 – 1       | Colombia |
| ---------------------------------- | ----------- | -------- |
| Gabriel 17', 28' · Toro 29' (l.n.) | Tường thuật | Toro 19' |

### Tranh hạng ba
| Ý                             | 3 – 0       | Colombia |
| ----------------------------- | ----------- | -------- |
| Romano 28' · Fortino 33', 40' | Tường thuật |          |

### Chung kết
| Tây Ban Nha              | 2 – 3 (s.h.p.) | Brasil                     |
| ------------------------ | -------------- | -------------------------- |
| Torras 30' · Aicardo 31' | Tường thuật    | Neto 25', 50' · Falcão 37' |

## Vô địch
| Vô địch FIFA Futsal World Cup 2012 Brasil Lần thứ năm |

## Cầu thủ ghi bàn
9 bàn
- Eder Lima

8 bàn
- Rodolfo Fortino

7 bàn
| - Fernandinho - Neto | - Saad Assis - Cardinal | - Ricardinho |

6 bàn
- Jé

5 bàn
| - Cristian Borruto - Cirilo | - Sergei Sergeev - Lozano | - Denys Ovsyannikov - Yevgen Rogachov |

4 bàn
| - Maximiliano Rescia - Falcão - Rodrigo - Andrés Reyes - Jhonathan Toro | - Edwin Cubillo - Ahmed Mohamed - Kaoru Morioka - Enmanuel Ayala | - Mladen Kocić - Aicardo - Fernandão - Maxym Pavlenko |

3 bàn
| - Leandro Cuzzolino - Ari - Gabriel - Rafael - Vinícius | - Angellott Caro - Ramadan Samasry - Gabriel Lima - Kotaro Inaba - Ahmad Al-Farsi | - Dmitri Prudnikov - Vidan Bojović - Borja - Jordi Torras - Suphawut Thueanklang |

2 bàn
| - Martín Amas - Tobias Seeto - Simi - Wilde - Jorge Abril - Yefri Duque - Luis Navarrete - Diego Zúñiga - Michal Belej - Ibrahim Bougy - Alan Aguilar - Walter Enríquez - Afshin Kazemi - Mohammad Taheri - Marco Ercolessi - Humberto Honorio | - Alex Merlim - Sergio Romano - Shota Hoshi - Wataru Kitahara - Shaker Al-Mutairi - Abdulrahman Al-Taweel - Mohammed Rahoma - Morgan Plata - Alquis Alvarado - Michael De Leon - Claudio Goodridge - Miguel Lasso - Fernando Mena - Carlos Pérez - Juan Salas - Matos | - Aleksandr Fukin - Pula - Robinho - Pavel Suchilin - Vladimir Lazić - Slobodan Rajčević - Micah Leaalafa - Alemao - Álvaro - Lin - Miguelín - Ortiz - Jirawat Sornwichian - Kritsada Wongkaeo - Serhiy Chepornyuk - Oleksandr Sorokin |

1 bàn
| - Santiago Basile - Hernán Garcías - Matías Lucuix - Alamiro Vaporaki - Aaron Cimitile - Greg Giovenali - Danny Ngaluafe - Yeisson Fonnegra - Johann Prado - Jose Quiroz - Alejandro Serna - Marek Kopecký - Tomáš Koudelka - Lukáš Rešetár - Michal Seidler - Matěj Slovacek - Ahmed Abou Serie - Mizo - Mostafa Nader - Erick Acevedo - Estuardo De León - Armando Escobar | - José Rafael González - Masoud Daneshvar - Ahmad Esmaeilpour - Ali Asghar Hassanzadeh - Ali Rahnama - Hossein Tayyebi - Jairo dos Santos - Marcio Forte - Luca Leggiero - Giuseppe Mentasti - Rafael Henmi - Nobuya Osodo - Hamad Al-Awadhi - Ahmed Fathe - Victor Quiroz - Jorge Rodríguez - Aziz Derrou - Youssef El-Mazray - Adil Habil - Yahya Jabrane - Mohammed Talibi | - Apolinar Gálvez - Óscar Hinks - Fabio Alcaraz - Adolfo Salas - Walter Villalba - Marinho - Nandinho - Vladislav Shayakhmetov - Slobodan Janjić - Bojan Pavićević - Bule - Samuel Osifelo - Elliot Ragomo - Stevenson - Anthony Talo - Kike - Keattiyot Chalaemkhet - Jetsada Chudech - Dmytro Fedorchenko - Petro Shoturma - Serhiy Zhurba |

## Giải thưởng
Các giải thưởng sau đây đã được trao trong giải đấu:
| Chiếc giày vàng | Quả bóng vàng | Găng tay vàng      | Giải thưởng FIFA Fair Play |
| --------------- | ------------- | ------------------ | -------------------------- |
| Eder Lima       | Neto          | Stefano Mammarella | Argentina                  |

| Chiếc giày bạc  | Chiếc giày đồng | Quả bóng bạc | Quả bóng đồng |
| --------------- | --------------- | ------------ | ------------- |
| Rodolfo Fortino | Fernandinho     | Kike         | Ricardinho    |

| Bàn thắng của giải đấu |
| ---------------------- |
| Suphawut Thueanklang   |